# Iditarod (Alaska)
Pour les articles homonymes, voir Iditarod.
Iditarod est une ville fantôme d'Alaska aux États-Unis dans la Région de recensement de Yukon-Koyukuk. Elle se situe sur les rives d'un lac en fer à cheval, formé par un méandre de la rivière Iditarod, à 11 kilomètres au nord-ouest de Flat. Son nom provient de celui de la rivière, qui se dit Haidilatna en langue athapascane.
Le jour de Noël 1908, les prospecteurs John Beaton et Bill Dikeman trouvèrent de l'or dans les eaux d'Otter Creek, un affluent de la rivière Iditarod. La nouvelle se répandit en dans l'été 1909, d'autres mineurs arrivèrent et installèrent un petit camp qui deviendra plus tard Flat. Les prospecteurs et les marchandises utilisaient le Yukon, jusqu'à la rivière Innoko, pour atteindre ce campement, situé non loin de Flat.
Dès 1910, d'autres gisements d'or furent découverts, et de nombreux mineurs arrivèrent provoquant une ruée vers Flat. Le bateau à vapeur Tanana arriva le premier juin 1910 et le camp d'Iditarod devint la tête de pont de la navigation dans tous les environs. Iditarod devint rapidement un centre d'affaires, avec des hôtels, cafés, banques, comptoirs d'approvisionnements divers, sans oublier l'arrivée de l'électricité, du téléphone, des automobiles, jusqu'à une ligne de chemin de fer jusqu'à Flat.
Mais en 1930, les mines furent épuisés, et les mineurs s'en retournèrent à Flat, emportant leurs installations. Iditarod devint alors une ville fantôme. Actuellement, il ne reste plus qu'un chalet, et de nombreuses ruines, dont celles de la banque des mineurs.
L'Iditarod Trail Sled Dog Race (course annuelle de chiens de traîneaux), ainsi que l'Iditarod Trail, portent le nom de ce district minier.

## Démographie
| 1920 | 1930 | 1940 | 2010 | - | - |
| ---- | ---- | ---- | ---- | - | - |
| 50   | 8    | 1    | 0    | - | - |